# George Bentham
George Bentham   (Stoke, 22 de setembre de 1800 - Londres, 10 de setembre de 1884) CMG FRS va ser un botànic anglès, considerat per Duane Isely com el "principal botànic sistemàtic del segle XIX".

## Biografia
Bentham nasqué a Stoke (Plymouth), el 22 de setembre de 1800. El seu pare, Sir Samuel Bentham, era un arquitecte naval, va ser l'únic germà de Jeremy Bentham que va arribar a l'edat adulta. George Bentham va ser autodidacta. Aviat va aprendre a parlar francès, alemany i rus i després va aprendre suec. A Montauban va aprendre l'hebreu i matemàtiques en una escola de teologia protestant. Finalment amb la seva família s'establí a Montpeller.
George Bentham quan estudiava a Angulema va accedir a una còpia de la Flore française d'A. P. de Candolle i es va interessar per les taules analítiques per identificar les plantes. El 1833 es va casar amb Sarah Jones (1798–1881), filla de Sir Harford Jones Brydges.
Bentham, fins a un cert moment, s'adherí al dogma de la constància de les espècies però l'any 1874 adoptà les idees de Darwin cosa que implicà un canvi en la manera d'enfocar la taxonomia.

## Obres
La primera obra publicada de Bentham va ser Catalogue des plantes indigènes des Pyrénées et du Bas Languedoc (Paris 1826), que era el resultat de l'exploració dels Pirineus junt amb G. A. Walker Arnott (1799–1868). En el camp de la lògica va publicar Outline of a new system of logic, with a critical examination of Dr Whately's Elements of Logic (1827).
El 1836 publicà Labiatarum genera et species i a Viena va editar Commentationes de Leguminosarum generibus. A partir de 1842 es traslladà a Pontrilas a Herefordshire. Després publicà Prodromus Systematis Naturalis Regni Vegetabilis amb 4.730 espècies de plantes.
El 1855 fixà la seva residència a Londres i treballà pels Jardins de Kew fins al final de la seva vida.
El govern britànic organitzà una sèrie de flores en anglès dels dominis britànics. Bentham la començà amb Flora Hongkongensis el 1861. Va seguir amb la Flora Australiensis en set volums (1863–1878). La seva gran obra va ser Genera Plantarum, iniciada el 1862 i acabada el 1883 en col·laboració amb Joseph Dalton Hooker. Tanamteix el seu llibre més famós és Handbook of the British flora (1858) el qual va ser usat pels estudiants durant un segle.

## Honors i premis
Bentham va rebre la Royal Medal de la Royal Society el 1859 i escollit membre (Fellow) el 1862. Va ser president de la Linnean Society of London de 1861 a 1874. També va ser escollit Foreign Honorary Member of the American Academy of Arts and Sciences el 1866.
Obtingué l'Ordre CMG (Companion of St Michael & St George) el 1878. Altres premis obtinguts inclouen la Clarke Medal de la Royal Society of New South Wales el 1879.

## Plantes que reben el seu nom

### Gèneres
- Benthamia A.Rich.

### Espècies
- Acanthocephalus benthamianus Regel
- Andropogon benthamianus Steud.
- Gardenia benthamianus F.Muell.
- Croton benthamianus Müll.Arg.
- Distemonanthus benthamianus Baill.
- Nicotiana benthamiana Domin
- Pinus ponderosa ssp. benthamiana Hartw.

## Biografies
- Marion Filipuik ed 1997. George Bentham, autobiography 1800-1843. University of Toronto Press. ISBN 0-8020-0791-0
- J. Reynolds Green 1914. A history of botany in the United Kingdom from the earliest times to the end of the 19th century. Dent, London.
- Duane Isely 1994. One hundred and one botanists Iowa State University Press p163-6.
- B. Daydon Jackson 1906. George Bentham.
- Aquest article incorpora text d'una publicació que es troba en domini públic: Chisholm, Hugh. Encyclopædia Britannica (edició de 1911) (en anglès). 11a ed.  Cambridge University Press, 1911.
- R.K. Brummitt & C.E. Powell, "Authors of Plant Names", Royal Botanic Gardens, Kew. p.59.